# Confine tra Andorra e Spagna
Il confine tra Andorra e Spagna ha una lunghezza di 64 km ed interessa il sud di Andorra e il nord-est della Spagna.

## Caratteristiche
Andorra è racchiusa tra la Francia e la Spagna. La linea di confine inizia alla triplice frontiera tra Andorra, Francia e Spagna posta ad occidente di Andorra. Segue poi un andamento generale prima verso sud e poi verso nord-est fino alla seconda triplice frontiera tra Andorra, Francia e Spagna.
Trovandosi Andorra a sud dello spartiacque dei Pirenei le comunicazioni sono per essa più facili con la Spagna che con la Francia.
La linea di confine passa nei pressi del punto culminante di Andorra, la Coma Pedrosa e circonda la valle Madriu Perafita Claror, patrimonio dell'umanità dell'UNESCO.